# St. Benedikt (Weihbüchl)

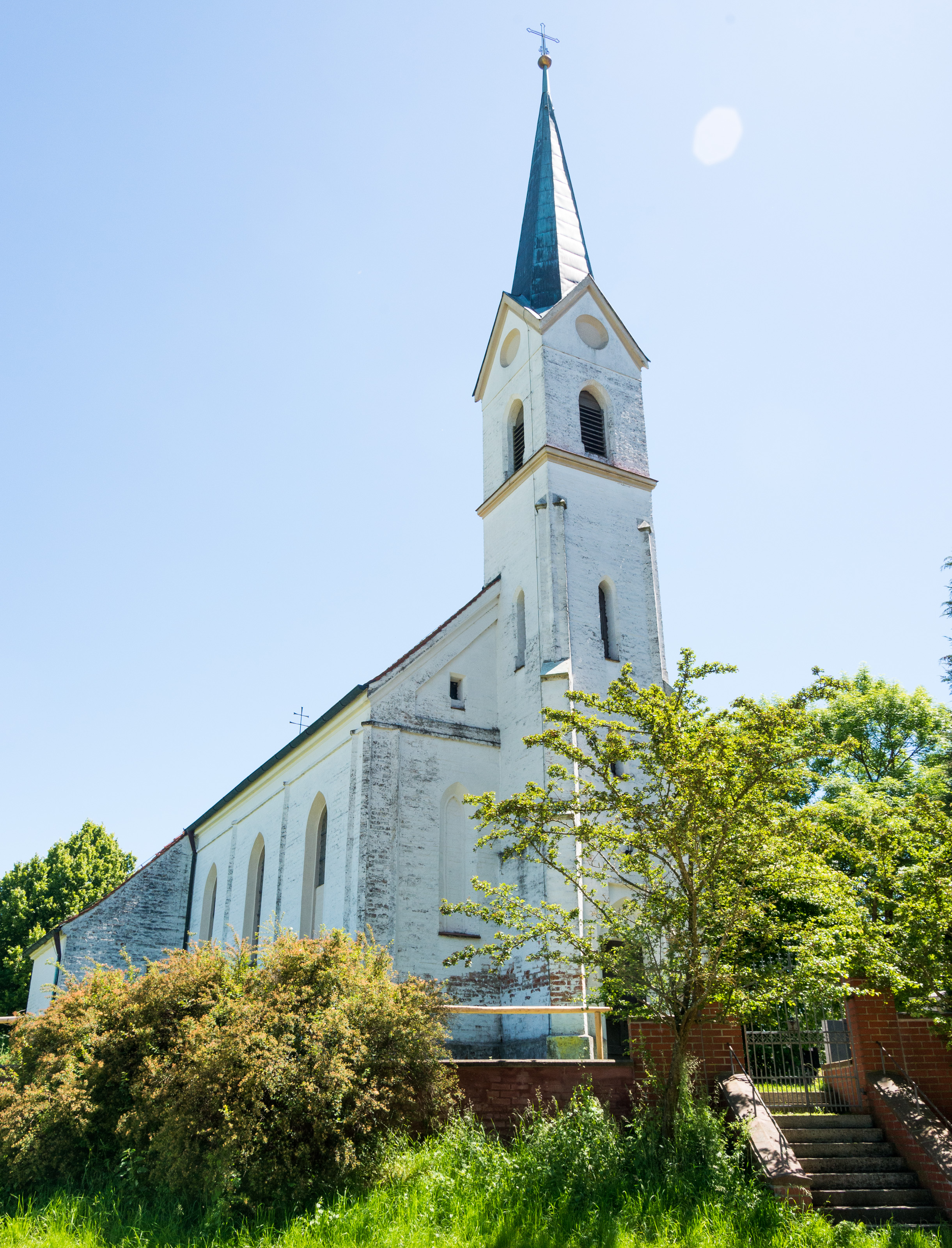
Außenansicht der Filialkirche St. Benedikt von Westen

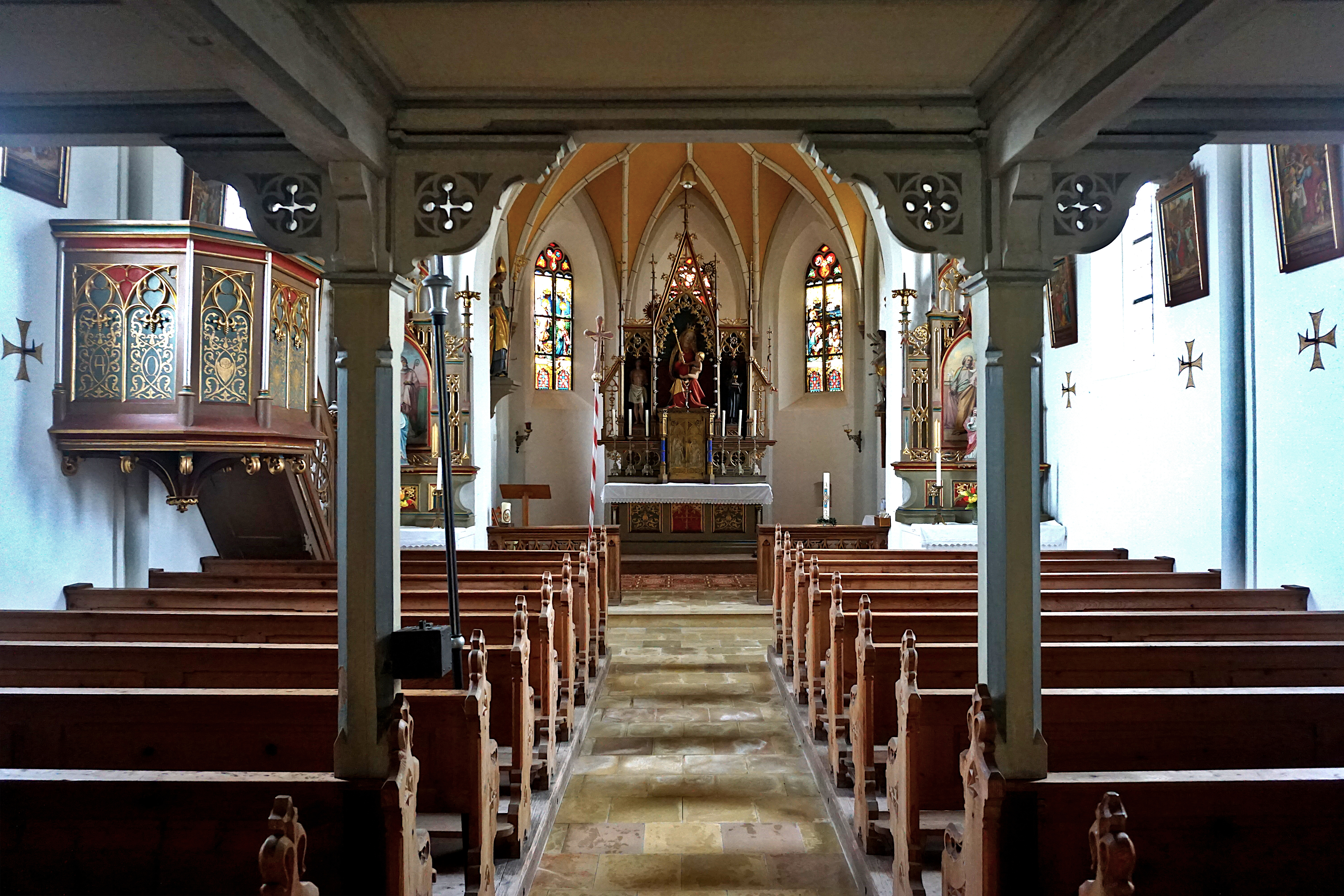
Innenansicht der Filialkirche

Die römisch-katholische Filialkirche St. Benedikt in Weihbüchl, einem Gemeindeteil der Gemeinde Kumhausen im niederbayerischen Landkreis Landshut, ist ein neugotischer Saalbau mit Westturm, der 1864 (nach anderen Quellen 1854) unter Einbeziehung des spätgotischen Chores der Vorgängerkirche erbaut wurde. St. Benedikt gehört als Filialkirche zur Pfarrei St. Johann Baptist in Hohenegglkofen, die wiederum Teil des Pfarrverbandes Achdorf-Kumhausen im Dekanat Landshut des Erzbistums München und Freising ist. Die Kirche, die auf einer Anhöhe rund drei Kilometer südöstlich des Landshuter Stadtzentrums liegt, ist als Baudenkmal mit der Nummer D-2-74-146-20 beim Bayerischen Landesamt für Denkmalpflege eingetragen.

## Geschichte
Der Vorgängerbau der heutigen Kirche wurde im letzten Drittel des 15. Jahrhunderts im spätgotischen Stil errichtet. Davon hat sich nur der Altarraum mit seinen zwei Jochen und dem Schluss in drei Achteckseiten erhalten. Das neugotische Langhaus mit dem einspringenden Westturm wurde 1864 erbaut.

### Einsturzgefahr, Bauplanung und Ausführung
Der Neubau war notwendig geworden, weil die Landshuter Baubehörde am 13. November 1859 einen katastrophalen baulichen Zustand der Kirche und Einsturzgefahr festgestellt hatte. Am 28. Februar 1860 verordnete deshalb die Regierung in Landshut die sofortige Schließung der Filialkirche und verbot auch das Läuten der Glocken. Daraufhin beauftragte die Kirchenverwaltung den Maurermeister Mathias Dendl aus Postau mit der Erstellung von Bauplänen und eines Kostenvoranschlags für einen Neubau der Kirche. Die Investition wurde damit begründet, dass rund ein Drittel der Pfarrangehörigen damals ihre Grabstätte in Weihbüchl besaß und hier jeden dritten Sonntag der Pfarrgottesdienst gehalten wurde. Außerdem war hier erst im Jahr 1839 eine Bruderschaft zu Ehren des heiligen Sebastian erneuert worden.
Dendls Pläne sahen, wie später auch umgesetzt, lediglich einen Neubau von Langhaus und Turm vor, da sich der Chorraum in einem befriedigenden baulichen Zustand befand. Das Langhaus sollte im Grundriss deutlich vergrößert werden und rund 90 zusätzliche Sitzplätze bieten. Auch ein zweiter Seitenaltar war vorgesehen, da ein solcher bislang vor allem für Beimessen bei Requien vermisst worden war. Durch Unstimmigkeiten innerhalb der Gemeinde und schlechte Zusammenarbeit mit den Behörden wurde der Bau aber zunächst verzögert; die Sperrung der Kirche musste dementsprechend jahrelang beibehalten werden. Erst am 20. Juli 1863 wurde Zimmerermeister Johann Baptist Niedereder aus Hohenegglkofen vom Bezirksamt beauftragt, schnellstmöglich Pläne für die Wiederherstellung des Kirchenbaus zu unterbreiten. Im Folgejahr 1864 konnten diese schließlich umgesetzt werden.

### Neue Innenausstattung
Im Jahr 1865 wurde in allen niederbayerischen Kirchen, die dem Erzbistum München und Freising angehören, eine Sammlung zugunsten einer neuen Kirchenausstattung für Weihbüchl abgehalten. Die neugotische Einrichtung wurde 1866 nach dem Entwurf der Landshuter Spenglermeisters Paul Weiß von dem Bildhauer Michael Mayer ausgeführt. Die Gesamtkosten für den Hochaltar, zwei Seitenaltäre und die Kanzel beliefen sich auf 1550 Gulden.

### Weitere Entwicklungen
Auch in der Folgezeiten wurden noch zahlreiche Arbeiten im Umfeld der Filialkirche ausgeführt. So erbaute man 1881 ein neues Friedhofstor. 1887 wurde bei dem gebürtigen Landshuter Glasmaler Sebastian Eisgruber, der zur damaligen Zeit eine Werkstatt in Nürnberg betrieb, zwei Glasfenster mit der Thematik Mariä Verkündigung bzw. Taufe Christi bestellt. Diese setzte man im Presbyterium ein. 1892 erstellte Franz Borgias Maerz aus München ein sechsregistrige Orgel, die in einem dreiteiligen, neugotischen Prospekt untergebracht wurde. Im Turm hingen zur damaligen Zeit drei Glocken mit der Stimmung c–as–es, die 485, 324 und rund 150 Pfund schwer waren. Die größte von ihnen goss 1852 Anton Oberascher aus Reichenhall, die mittlere 1817 Max Stern in Straubing und die kleinste stammte noch aus dem Jahr 1482, also aus der Erbauungszeit der Vorgängerkirche.

## Beschreibung

### Außenbau
Die kleine Saalkirche umfasst einen eingezogenen, spätgotischen Chor mit zwei Jochen und Schluss in drei Seiten des Achtecks sowie ein dreijochiges Langhaus, das im neugotischen Stil errichtet wurde. Der Außenbau des Langhauses wird durch Lisenen und spitzbogige Fensteröffnungen gegliedert, der Chor durch Dreieckslisenen und einen Dachfries. Am Chor ist nördlich die Sakristei angebaut. Im Westen des Langhauses befindet sich der leicht in das Schiff einspringende, dreigeschossige Turm mit einem achtseitigen Spitzhelm über vier Dreiecksgiebeln.

### Innenraum und Ausstattung
Der spätgotische Chor, der durch einen spitzen Chorbogen vom flachgedeckten Kirchenschiff separiert ist, weist innen ein Rippengewölbe mit runden Schlusssteinen auf, das – ähnlich wie in der Pfarrkirche von Hohenegglkofen – netzförmig figuriert ist. Die birnstabförmigen Rippen entspringen aus profilierten, halben Achteckskonsolen mit konkav eingezogenen Seiten und vorgelegten, stumpfen Spitzschilden. In der Sakristei befindet sich ebenfalls ein spätgotisches Rippengewölbe, allerdings in sternförmiger Figuration. Die Rippen entspringen aus profilierten Spitzkonsolen; der Schlussstein ist wiederum rund. Im rückwärtigen Langhausjoch ist eine hölzerne Empore eingezogen.
Die Ausstattung ist überwiegend im neugotischen Stil gehalten. Hochaltar, Seitenaltäre und Kanzel gehen auf einen Entwurf des Landshuter Spenglermeisters Paul Weiß zurück und wurden 1866 von dem Bildhauer Michael Mayer ausgeführt. Durch eine Stiftung von Gemeindemitgliedern in Höhe von 800 Mark konnten 1887 zwei Glasfenster bei dem in Landshut geborenen, aber inzwischen in Nürnberg ansässigen Glasmaler Sebastian Eisgruber bestellt werden. Die Fenster mit Darstellung der Verkündigung an Maria und der Taufe Christi wurden im Presbyterium eingesetzt.

### Orgel
Die Orgel wurde im Jahr 1892 von dem Münchner Franz Borgias Maerz in einem neugotischen Prospekt erbaut; der Spieltisch ist freistehend. Das Kegelladeninstrument mit mechanischen Spiel- und Registertrakturen umfasst sechs Register auf einem Manual und Pedal. Die Disposition lautet wie folgt:
| I Manual C–f3 |              |    |
| 1.            | Principal    | 8′ |
| 2.            | Salicional   | 8′ |
| 3.            | Gedackt      | 8′ |
| 4.            | Fugara       | 4′ |
| 5.            | Traversflöte | 4′ |

| Pedal C–d1 |        |     |
| 6.         | Subbaß | 16′ |

- Koppeln: I/P